# Williamsville (Nowy Jork)
Williamsville – wieś w Stanach Zjednoczonych, w stanie Nowy Jork, w hrabstwie Erie.